# Scopula subgastonaria
Scopula subgastonaria là một loài bướm đêm trong họ Geometridae.